# 女囚やくざ
『女囚やくざ』（すけやくざ）は、1974年3月1日公開の日本映画。1972年の『純子引退記念映画 関東緋桜一家』で引退した藤純子に代わる「ポスト藤純子オーディション」で選ばれた一人・堀越陽子の主演映画。堀越は本作を機に堀越光恵から堀越陽子に改名した。監督は新人・篠塚正秀。
公開時の文献には「二匹の〇(めす)ヤクザが銀行ギャングを働き、暴れまくるという話」と書かれている。

## キャスト
- 中沢ヨーコ：堀越陽子
- 上条由紀：池玲子
- 立花弘志：渡瀬恒彦
- チコ：内藤杏子
- 坂口ケン：長浜鉄平
- 土井和代：三島ゆり子
- 久保勇：曽根晴美
- 古谷：林彰太郎
- 和代の母：東龍子
- 刑事：有川正治
- 刑事：汐路章
- 警官：岡八郎
- 警官：疋田泰盛
- 中年男：畑中伶一
- 高木：小島三児
- 医師：小田真士
- 看護婦：柴葉子
- 課長：那須伸太朗
- 男：川谷拓三

## スタッフ
- 監督：篠塚正秀
- 脚本：松本功
- 企画：日下部五朗・佐藤雅夫
- 撮影：国定玖仁男
- 美術：富田治郎
- 音楽：八木正生
- 録音：野津裕男
- 照明：井上孝二
- 編集：堀池幸三
- 助監督：藤原敏之

## 製作
映連のサイトでは「狂った軌道を行く3人の女と2人の男を主人公に、ハードボイルドタッチで描く“女囚やくざ”シリーズ第1弾」と紹介されているが、第2弾が製作されたかは不明。1973年正月公開の『仁義なき戦い』以降、東映は実録ヤクザ映画を量産したが、任侠路線の女性版として「緋牡丹博徒シリーズ」を作ったように実録路線を女優主演でやろうという無茶だが、後年を考えると先取りするコンセプトがこの時期の東映に既にあった。製作発表時にも「これが上手くいけば"おんな版実録シリーズ"もどしどしやる」と発表されている。東映同様に女性アクションものを試行していた日活が、1971年11月よりロマンポルノ体制に移行したため、東映一社で女性アクション映画を開拓していた。
東映京都撮影所で東映ポルノを推進していた天尾完次プロデューサーと鈴木則文が、1973年に岡田茂東映社長の指示で、東映東京撮影所のテコ入れのため、東京撮影所（以下、東映東京）に移動させられた。この二人が東映東京で初めて組んだ『聖獣学園』のヒロイン・多岐川裕美が、公開前から"東映の新星"として大々的にマスメディアに取り上げられ人気を博した。このため『聖獣学園』の後番組として準備した本作は当初は池玲子の主演シリーズとして発表されていたが、東映東京の新星・多岐川裕美に対抗すべく、"東映京都の星"として堀越陽子の新鮮さに賭けることになり、急遽、池とクレジット順を入れ替えた。池は本作では助演となる。
本作は本来、アクションにポルノ要素を加味した企画だった。ところが堀はマスメディアの取材に対して「今の映画って見せるためだけに裸になるって感じでしょ。私そんなのはイヤなんです」「裸を見せてお客を呼ぶポルノ映画には出ません」「ポスト藤純子女優などと澄ましていたのでは、メシが食えない。アクション映画は最高」などと発言。池も「女・菅原文太を目指す。ポルノはもう卒業」などと話した。これらの発言に岡田東映社長は「どいつもこいつも」と不満を爆発させ、1974年2月24日にあった記者会見で「日本人の熱しやすく冷めやすいという性質の現われがポルノ映画にも出てきた。これも時の流れであって、ダメになったら即、新鉱脈を掘り当てるのがわれわれの商売だ」と話し、期待した『聖獣学園』の不入りと合わせ、「ストリップ映画は所詮キワモノだよ!」と宣言し、長年製作を続けたポルノ路線からの撤退を表明した。同時期に自身が発案したカラテ映画の第一作・千葉真一主演の『激突! 殺人拳』が大ヒットすると立て続けに"カラテ映画"の製作を指示し、1974年8月31日に公開された志穂美悦子主演の「女必殺拳シリーズ」第1作『女必殺拳』も当たりを取ると、カラテ映画以外の女性アクションをさらに開拓する必要もなくなり、堀や池の出番は減った。

## 同時上映
『まむしの兄弟 二人合わせて30犯』
- 主演：菅原文太・川地民夫 / 監督：工藤栄一 / 脚本：鴨井達比古
- 「まむしの兄弟シリーズ」第7作。